# صلح پایدار: یک طرح فلسفی
صلح پایدار: یک طرح فلسفی (به آلمانی: Zum ewigen Frieden. Ein philosophischer Entwurf) از آثار برجسته ایمانوئل کانت است که در سال ۱۷۹۵ منتشر شد. این اثر دربرگیرندهٔ اندیشه‌های کانت دربارهٔ جنبه‌های بنیادی جنگ و صلح در نظام بین‌الملل و چگونگی برقراری صلح پایدار میان دولت‌هاست.
صلح پایدار مورد استقبال عام قرار گرفت و در مدتی کوتاه تمام نسخه‌های آن به فروش رسید. در ویرایش دوم کانت دو ضمیمه به این رساله افزود.
تأثیر تاریخی طرح فدراسیون کانت، تحت تاثیر پیمان وستفالی، و الهام‌بخش میثاق جامعه ملل و تأسیس جامعه ملل در سال ۱۹۱۹ میلادی (۱۲۹۷ شمسی) است.

## خلاصه
در این رساله، کانت به دولت‌ها برنامه‌ای برای برقراری صلح بین آن‌ها ارائه می‌دهد. «پیش‌شرط‌های صلح پایدار» شامل قدم‌هایی است که باید با سرعت هرچه تمام‌تر برداشته شوند.
1. برقراری صلح، هرگاه با یک شرط مخفی برای جنگ در آینده باشد، معتبر نخواهد بود.
2. هیچ کشوری مستقل موجودی نباید از راه وراثت مبادله، خرید و فروش و… تحت مالکیت کشوری دیگر در آید.
3. ارتش‌های ثابت به تدریج باید برچیده شوند.
4. هیچ کشوری نباید خود را به واسطه امور برون مرزی همچون جنگ مقروض کند.
5. هیچ کشوری حق ندارد با تمسک به زور در تشکیل یا ادراه کشوری دخالت کند.
6. هیچ دولتی نباید به هنگام جنگ با کشوری دیگر به خود اجازه تمسک به آن قبیل اقدامات خصمانه‌ای را دهد که اعتماد دو سویه میان طرف‌های درگیر را برای صلح آینده ناممکن می‌سازد.

اصول قطعی صلح پایدار نیز، که اجرای آن‌ها نه تنها به معنای ترک مخاصمات بلکه به معنای ایجاد صلح پایدار است، در بخش دوم طی سه فصل ارائه شده‌است:
1. اصل اول؛ ساختار مدنی همه کشورها می‌باید جمهوری باشد.
2. اصل دوم؛ قانون ملل می‌باید بر فدرالیسم کشورهای آزاد بنا شود.
3. اصل سوم؛ حق شهروندی جهان می‌باید پذیرش بیگانگان تلقی شود.

دو متمم این رساله حاوی استدلال‌هایی دربارهٔ رابطه طبیعت انسانی و آغازگری جنگ یا صلح طلبی او است.
در ویرایش دوم کانت دو ضمیمه به این رساله افزود. عنوان ضمیمهٔ اول «دربارهٔ ناسازگاری بین اخلاق و سیاست در رابطه با صلح پایدار» و ضمیمهٔ دوم «دربارهٔ توافق میان اخلاق و سیاست در رابطه با مفهوم استعلایی حق عمومی» است.

## ترجمه به فارسی
این کتاب را محمدحسین صبوری با مشخصات زیر به زبان فارسی برگردانده‌است:
- کانت، ایمانوئل، صلح پایدار، ترجمهٔ محمدحسین صبوری، تهران: نشر به‌باوران، ۱۳۸۰.